# The Warriors
The Warriors er en amerikansk kultklassiker-film fra 1979, der er baseret på bogen af samme titel af Sol Yurick. Filmen er instrueret af Walter Hill, og er i 2005 blevet udgivet som videospil til PlayStation 2 og Xbox af Rockstar Games.

## Handling
Alle New Yorks topbander mødes til en stor forsamling, hvor lederen af byens største bande informerer de andre bander om bandernes magt i New York. Men den respekterede leder bliver myrdet af den psykopatiske Luther, der er leder af banden The Rogues. Ingen så hvem der skød lederen, og Luther er hurtig til at udpege lederen af banden The Warriors, som morderen. Hele New York bliver informeret om dette, og en dusør bliver udlovet til den bande, der får fat på The Warriors først. De otte tilbageværende medlemmer af banden må flygte gennem New Yorks mørke gader fra både politi og de andre bander.

## Persongalleri
- Cleon er grundlæggeren af Coney Island banden, The Warriors. Cleon bliver myrdet tidligt i filmen, da rivalbanden The Rogues, påpeger The Warriors som Cyrus' mordere.
- Swan overtager lederskabet af The Warriors da Cleon dør. Swan er en mand af få ord, men han er intelligent og en meget habil kæmper.
- Luther er lederen af The Rogues, og manden der myrdede Cyrus. Det er tydeligt at han er psykopat.
- Cyrus er den visionære leder af New Yorks største bande, The Gramercy Riffs, og han drømmer om én stor forenet bande der skal styre byen. Cyrus myrdes af Luther.
- Mercy er en ung kvinde, der følger The Warriors da de marcherer ind på The Orphans territorie. Hende og Swan indleder (måske) et romantisk forhold.
- Ajax er bandens sorte får. Han bryder sig ikke om autoriteter, og har svært ved at holde sig fra slagsmål og problemer. Han bliver fanget af politiet i filmen.
- Vermin var, ifølge videospillet fra 2005, ham der grundlagde banden sammen med Cleon. Vermin er en habil kæmper og meget loyal, men også en smule dum.
- Rembrandt er det yngste medlem af banden. Rembrandts opgave er at brede The Warriors navn i hele byen, med hans kunstneriske evner og en spraydåse.
- Cochise er en habil kæmper, oprindeligt fra Harlem.
- Snow er en mand af meget få ord, men hans handlinger taler til gengæld meget højt.
- Cowboy har sit navn, da han altid har en Stetson cowboyhat på hovedet.
- Fox er bandens spejder der ved alt om de andre bander, deres territorier, og kender byens gader udenad. Han dør tidligt i filmen, da politiet smider ham ud foran et tog.

## Medvirkende
- Michael Beck som Swan
- David Patrick Kelly som Luther
- James Remar som Ajax
- David Harris som Cochise
- Thomas G. Waites som Fox
- Marcelino Sanchez som Rembrandt
- Brian Tyler som Snow
- Terry Michos som Vermin
- Tom McKitterick som Cowboy
- Deborah Van Valkenburgh som Mercy
- Roger Hill som Cyrus
- Dorsey Wright som Cleon